# Clifford Chance
Clifford Chance LLP je mezinárodní právnická firma se sídlem v Londýně, člen tzv. „Magického kruhu“ britských právních firem (angl. „Magic Circle“). Je jednou z deseti největších právnických firem podle počtu právníků i podle obratu.
V roce 2019/20 měla Clifford Chance celkový obrat 1,8 miliardy liber, nejvíce mezi členy Magického kruhu, a zisk na společníka 1,69 milionu liber. Podle analytické společnosti Acuris získala Clifford Chance v roce 2020 nejvíce mandátů v oblasti fúzí a akvizic (angl. mergers and acquisitions – M&A) a stala se nejžádanějším poradcem nejvýznamnějších private equity firem v Evropě. V témže roce 2020 obdržela od International Financial Law Review (IFLR) Europe Awards (součást Euromoney group) titul mezinárodní právnická firma roku.